# Брод (Штрпце)
Брод (алб. Brod) је насеље у општини Штрпце на Косову и Метохији. Атар насеља се налази на територији катастарске општине Брод површине 1664 ha. Први писани помен о селу Броду датира из 1455. године. У османском попису, који је тада урађен, побројано је 38 српских кућа, са сеоским попом на челу списка. Поред села су рушевине цркве Светог Петра. У самом селу налазе се остаци српског гробља, које је сачувано заслугом албанског рода Смаилаја, чији су преци такође ту сахрањени.

## Демографија
Насеље има албанску етничку већину.
| Етнички састав према попису из 1981.‍ | Етнички састав према попису из 1981.‍ | Етнички састав према попису из 1981.‍ | Етнички састав према попису из 1981.‍ | Етнички састав према попису из 1981.‍ |
| ------------------------------------ | ------------------------------------ | ------------------------------------ | ------------------------------------ | ------------------------------------ |
|                                      |                                      |                                      |                                      |                                      |
| Албанци                              | Албанци                              |                                      | 1.342                                | 99,11%                               |
| Муслимани                            | Муслимани                            |                                      | 5                                    | 0,37%                                |
| остали                               | остали                               |                                      | 7                                    | 0,52%                                |

| Демографија | Демографија | Демографија |
| Година      | Становника  | Становника  |
| ----------- | ----------- | ----------- |
| 1948.       | 863         |             |
| 1953.       | 969         |             |
| 1961.       | 957         |             |
| 1971.       | 1.078       |             |
| 1981.       | 1.350       |             |
| 1991.       | 1.608       |             |